# Luis Gordillo
Luis Rodríguez Gordillo, conocido artísticamente como Luis Gordillo (Sevilla, 24 de agosto de 1934), es un pintor español y una de las principales figuras del arte abstracto en España. Sus obras se pueden contemplar en los principales museos de arte contemporáneo de Norteamérica y Europa.

## Biografía
Luis Rodríguez Gordillo nació en la ciudad de Sevilla en 1934, hijo de un médico de clase media acomodada. Realizó la carrera de Derecho, sin sentir una gran vocación jurídica, según confiesa el propio pintor, acabado sus estudios de Derecho, comenzó los estudios de Bellas Artes en la misma ciudad. A final de los años cincuenta marchó a París, donde contactó con el arte de vanguardia.

## Estilo artístico

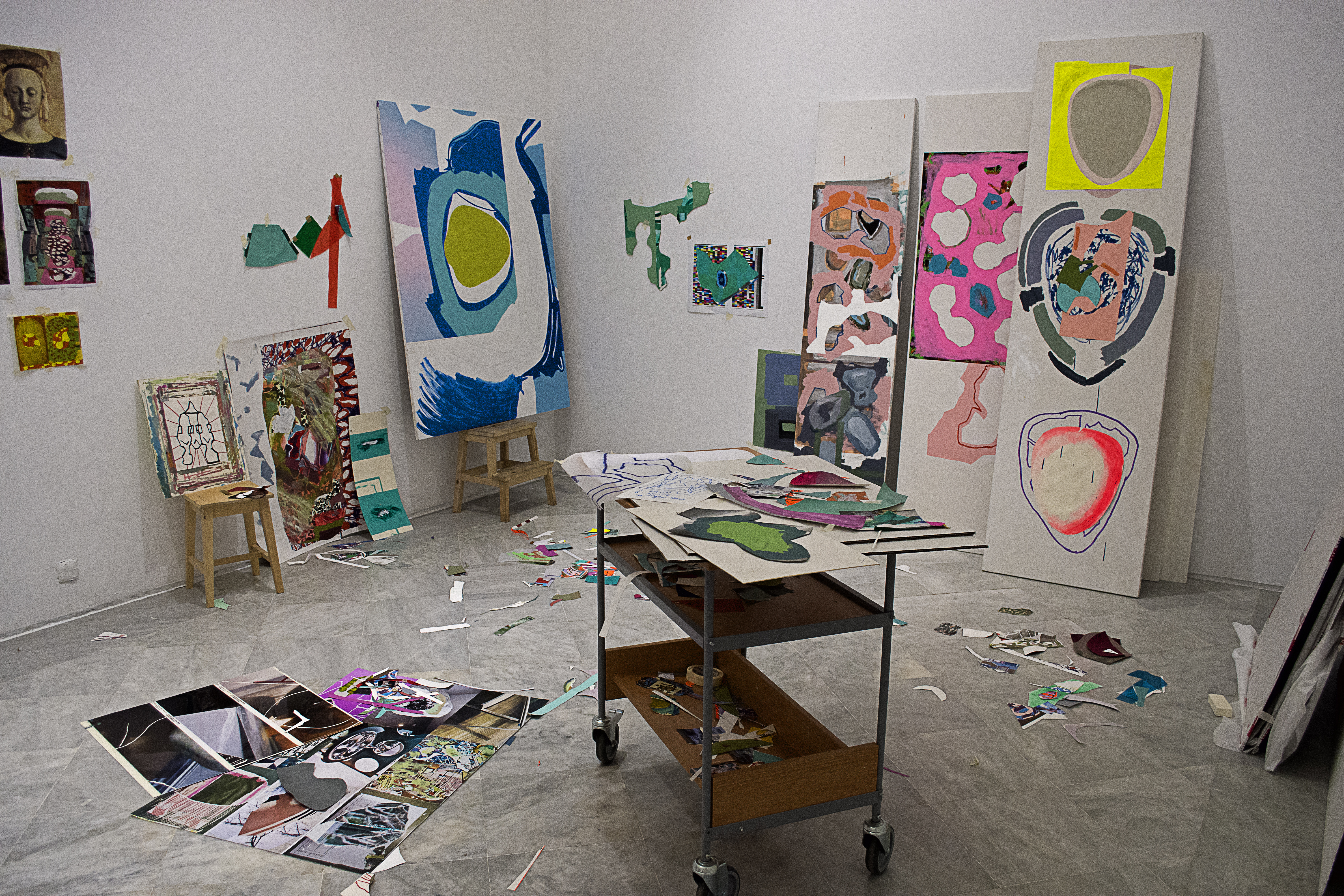
Vista del estudio de Luis Gordillo recreado para la exposición retrospectiva del pintor realizada en el Centro Andaluz de Arte Contemporáneo, de Sevilla en 2016.

Es uno de los creadores más singulares de la escena artística española de la segunda mitad del siglo XX. Su trabajo gira en torno a diferentes líneas de investigación. Participó del informalismo, siguiendo los pasos de Tàpies, Wols, Dubuffet y Jean Fautrier. También ha sido considerado como uno de los artistas españoles que mejor interpretó el arte pop en los años sesenta. Una parte de su trabajo ha explorado la importancia de la serie y la repetición como herramienta compositiva. Gordillo considera que una imagen que está sometida a un continuo proceso de reproducción, y nunca alcanza un estado definitivo. Por otro lado, tras el descubrimiento y la práctica del psicoanálisis, Gordillo introdujo en su trabajo el interés por los significados y por la vinculación entre el mundo del pensamiento, el de la experiencia y el de la expresión estética. Pero una de las aportaciones más singulares de Gordillo al arte contemporáneo ha sido la definición de estrategias cromáticas apropiadas de fenomenologías urbanas actuales. en este sentido su trabajo se relaciona con tradición de la fotografía documental y de culturas populares vinculadas con el diseño gráfico. Su obra tuvo especial atracción para pintores como Guillermo Pérez Villalta, Carlos Franco y Carlos Alcolea.
Muy interesado en la obra gráfica estampó gran parte de sus serigrafías en el taller de Javier Cebrián. En 1981 el Museo de Bellas Artes de Bilbao dedicó una exposición a su obra gráfica realizada entre 1966 y 1993, recogida en el catálogo "Luis Gordillo. Obra gráfica completa"
Entre su larga trayectoria, se podría destacar una de sus últimas exposiciones, "Luis Gordillo 1965/2006",organizada en el Museo de arte de Zapotán en México, y organizada por el Centro Andaluz de Arte Contemporáneo de Sevilla y la retrospectiva de su obra pictórica y fotográfica que le dedicó en 2007 el Museo Nacional Centro de Arte Reina Sofía en Madrid; en la que el mismo Gordillo se hizo cargo del diseño de la exposición.
Ha hecho incursiones también en el mundo de la literatura con la publicación de varios libros como Little Memories (2012) y Mecánico visceral-Visceral mecánico (2014).
En 2010 fue el encargado de diseñar el cartel de la temporada taurina en la Real Maestranza de Caballería de Sevilla. 2012 es el año de la fundación de la Fundación Luis Gordillo, que tiene por objeto preservar su obra. 
En 2019 su exposición en la Galería Marlborough  se convirtió en una suerte de retrospectiva de su larga carrera. En 2025 se estrena un documental sobre su vida, su obra y su proceso creativo, titulado "Luis Gordillo: Manual de instrucciones", que fue estrenado en el Festival de Málaga. 

## Premios y distinciones
- En 1981 recibió el Premio Nacional de Artes Plásticas.
- En 1991 consiguió el Premio de Andalucía de Artes Plásticas.
- En 1996 se le concedió la Medalla de Oro al Mérito en las Bellas Artes del Ministerio de Cultura.
- En 2004 se le otorgó la Medalla de oro del Círculo de Bellas Artes de Madrid.
- En 2007 fue galardonado con el Premio Velázquez de Artes Plásticas, el equivalente en pintura al Premio Cervantes.[3]

- El 12 de junio de 2008 fue investido doctor honoris causa por la Universidad de Castilla-La Mancha en la Facultad de Bellas Artes de Cuenca.
- En 2012 fue nombrado Hijo Predilecto de Andalucía[10]

## Obra más destacada
- Gran bombo duplex (1967)[5]
- Choque (1968)[5]
- Caballero cubista con lágrimas (1973)[5]
- Suicida triple (1974)[5]
- Sistema lábil (1975-76)[5]
- Serie Luna (1977)[5]
- Salta-ojos (conejitos) (1980)[5]
- Despectivo en campo verde (1981)[5]
- Segunda serie roja (1982)[5]